# Pepe Coira
Pepe Coira Nieto (Rábade, 1963) és un guionista gallec.

## Trajectòria
Llicenciat en Geografia i Història per la Universitat de Santiago de Compostel·la i diplomat en Història i Estètica de la Cinematografia per la Universitat de Valladolid. Va ser crític de cinema a El Correo Gallego (1983-1986), i després muntador (1986-1987). Va treballar a la Conselleria de Cultura de la Xunta de Galícia (1988-1997). Va ser director del Centro Galego de Artes da Imaxe (1991-1998), encarregat de la promoció, difusió i recuperació de l'audiovisual gallec. Després va ser professor de l'Escola d'Imatge i So fins a l'any 2000. Va ser professor associat de la Facultat de Ciències Socials i de la Comunicació de Pontevedra (2004-2007) i del màster de Producció i Gestió Audiovisual de la Universitat de la Corunya des de la seva fundació
Va ser guionista dels programes de TVG Extramuros (1987) i Luces da Cidade (1988-1989). Va ser director de Desenvolupament i després sotsdirector de l'empresa Voz Audiovisual, on va treballar com a productor executiu i editor de guions de sèries de televisió de ficció (Mareas vivas, Terra de Miranda, A miña sogra e mais eu, As leis de Celavella, Rapa i Hierro) i documental (Vida nas mareas i O mundo de Celavella), i del llargametratge De bares.
L'any 2006 va començar a treballar per al grup Filmax com a responsable de desenvolupament i productor executiu de Filmax TV. Es va dedicar especialment al documental.
A part de la televisió, va realitzar la videoinstal·lació Paso (1990). És soci fundador de l'editorial TrisTram.

## Obres
- As catro vidas dunha película, 1995.
- Antonio Román. Director de cine, 1999 (amb una segona i ampliada edició en castellà: Antonio Román, cineasta de postguerra; premi al millor llibre universitari espanyol de l'any 2004).
- Unha (brevísima) historia do cine, 2001.
- No verán de 1940, 2004.

### Obres col·lectives
- Historia do cine en Galicia (coord. José Luis Castro de Paz, 1997).
- Diccionario del cine español (coord. José Luis Borau, 1998).
- Diccionario do cine en Galicia (1896-2000), del que també fou coordinador.

### Traduccions
- Notas sobre o cinematógrafo de Robert Bresson, 1994.

## Premis i nominacions

### Premis Mestre Mateo
| Any  | Categoria   | Pel·lícula | resultat |
| ---- | ----------- | ---------- | -------- |
| 2013 | Millor guió | Luci       | Nominat  |
| 2022 | Millor guió | Rapa       | Nominat  |